# أوغينو جينكو
أوغينو جينكو (荻野 吟子، الرابع من أبريل 1851- 23 يونيو 1913) كانت أول طبيبة مرخصة تمارس الطب الغربي في اليابان.

## نظرة عامة على الحياة
ولدت أوغينو جينكو في تاواراسي، في مقاطعة موساشي (مدينة كوماغايا الحالية، محافظة سايتاما). كانت عائلة أوغينو عائلة محترمة حيث كان لديهم مسؤولية المقر الرئيسي لتلك المنطقة. كانت الأصغر بين شقيقين وخمس أخوات.
تزوجت عام 1867 عن عمر يناهز 16 عامًا، في زواج مرتب من كانيشيرو إينامورا. سرعان ما طلقت أوغينو زوجها في عام 1870 بعد إصابتها بمرض السيلان. وكان للطلاق أثر كبير على حياتها، حيث كانت أسرتها تخجل من وجود ابنة مطلقة مصابة بمرض تناسلي. وكان المجتمع الياباني آنذاك ينظر إلى المطلقات بازدراء شديد، كما كانت النساء المصابات بمرض السيلان يعتبرن عاهرات لأنه مرض ينتقل عن طريق الاتصال الجنسي.
وبعد الإحراج الناتج عن اضطرارها لزيارة الأطباء الذكور بسبب ما اعتبر مرضًا مخزيًا، قررت أن تصبح طبيبة بنفسها، من أجل مساعدة النساء في ظروف مماثلة. وفي بحث نسائي، وصفت عجز الأطباء الذكور عن معالجة مثل هذا المرض، وسلطت الضوء على مدى الحاجة الماسة إلى الطبيبات، فضلًا عن الثقافة النسوية.
في عام 1873، انتقلت إلى طوكيو لاستئناف وإكمال تعليمها الأساسي في مدرسة يوريكوني إينوي، وتخرجت عام 1879 بمرتبة الشرف الكاملة. وكان هذا الإنجاز لافتًا، حيث تمكنت 15 فقط من أصل 74 طالبة من المدرسة من إكمال الرحلة. في عام 1880، دخلت أوغينو كلية الطب في كوغوين، لتصبح أول طالبة في المؤسسة.
بعد ذلك، التحقت بمدرسة طوكيو العامة للنساء (جامعة أوتشانوميزو حاليًا)، والتي كانت في ذلك الوقت أكاديمية طبية خاصة تضم طلابًا ذكورًا فقط. على الرغم من كل التحيز والمصاعب، تمكنت من التخرج في عام 1882. ومع ذلك، فقط بفضل سلسلة من الالتماسات سُمح لها أخيرًا بإجراء فحص الممارسة الطبية في عام 1885، ونجحت بالعلامات الكاملة. بعد ذلك بوقت قصير، افتتحت مستشفى أوغينو في يوشيما، المتخصصة في أمراض النساء والتوليد لمساعدة النساء في صراعاتهن الخاصة. وفي نفس العام، أصبحت أول طبيبة مسجلة في اليابان.
عملت أوغينو أيضًا كطبيبة في مدرسة البنات بجامعة ميجي جاكوين، وكانت تنادي دائمًا بالمساواة بين الرجل والمرأة. خلال هذه الفترة، اقتربت أوغينو من الكنيسة المسيحية (جامعة ميجي جاكوين مسيحية) وأعادت تنظيم جدولها الزمني من أجل تخصيص وقت فراغها للعمل التطوعي والكنيسة.
في عام 1890، تزوجت أوغينو من رجل دين بروتستانتي وصاحب رؤية طوباوية، يوكيوشي شيكاتا، وتبنت معه طفل أخت زوجها، بعد وفاة الأخيرة أثناء ولادة صعبة حاولت أوغينو مساعدتها كطبيبة توليد. بعد زواجهما، ذهبت مع عائلتها الجديدة إلى هوكايدو في عام 1894، حيث كانت تدير عيادة طبية.
في عام 1906، بعد وفاة زوجها، عادت أوغينو إلى طوكيو حيث استأنفت إدارة المستشفى. عند عودتها إلى طوكيو، تأثرت بشدة بالأعداد المتزايدة من الطبيبات الجدد والنساء المهتمات بصحة المرأة، لدرجة أنها لم تقم بتأسيس اتحاد الاعتدال النسائي المسيحي (WCTU) في عام 1889 فحسب، بل أصبحت أيضًا أستاذة. كما تم تعيينها سكرتيرة لجمعية تعمل على ضمان صحة المرأة.
أصبحت أوغينو إحدى أهم الشخصيات العلمية في فترة ميجي. توفيت في عام 1913.